# Giv'at Karad
Giv'at Karad (hebrejsky: גבעת קרד) je vrch o nadmořské výšce 384 metrů v severním Izraeli, v Dolní Galileji.
Nachází se cca 2 kilometry severně od města Sachnin a 3 kilometry jižně od města Karmi'el. Má podobu pahorku s částečně zalesněnými svahy, který vystupuje nad severní stranu údolí Bik'at Sachnin. Vrcholová partie je odlesněná a stojí na ni vesnice Ešchar. Na východní a severní straně terén prudce klesá do údolí vádí Nachal Chilazon.